# Famille de Boccheciampe
 (avril 2022).
La famille de Boccheciampe appartient à la noblesse française de Corse puisqu'elle figure parmi les quelque quatre-vingts familles corses qui ont obtenu de la couronne de France une reconnaissance de noblesse prouvée au-delà de 200 ans. Son berceau se situe à Oletta (Haute-Corse) où existent toujours de nombreuses souches distinctes ou apparentées de manière lointaine.
Les branches des Boccheciampe bénéficiaires de la reconnaissance de noblesse française se distinguèrent par plusieurs personnages au tournant des XVIIIe et XIXe siècles, toujours associés à des complots ou menées séditieuses :
- Matteo de Boccheciampe, président de la noblesse de Corse en 1789 ; logeant le colonel d'Arcambal dans sa résidence d'Oletta, il sut éviter aux forces françaises le traquenard que préparait son parent Saliceti[1] ;
- Jean-François de Boccheciampe, actif soutien au retour des Bourbons de Naples, fait baron du royaume de Naples, exécuté en 1799[2];
- Joseph Louis de Boccheciampe, éphémère préfet de la Seine lors de la conspiration de Malet (1812), condamné à mort puis exécuté[3].
- Pierre de Boccheciampe (1814-1886), mort à Corfou. Associé aux combats de Mazzini pour l'unification italienne[4].

Il ne semble pas que les branches nobles de Boccheciampe d'Oletta aient subsisté en Corse ni même ailleurs en France voire en Grèce où l'un de ses membres s'était installé au XIXe siècle.